# Cyclochlamys austrina
Cyclochlamys austrina is een tweekleppigensoort uit de familie van de Cyclochlamydidae. De wetenschappelijke naam van de soort is voor het eerst geldig gepubliceerd in 2008 door Dijkstra & Marshall.